# Syconycteris
Genre
Syconycteris est un genre de chauves-souris.

## Liste des espèces
- Syconycteris australis
- Syconycteris carolinae
- Syconycteris hobbit